# Çiğdemlik, Aydıntepe
Çiğdemlik là một xã thuộc huyện Aydıntepe, tỉnh Bayburt, Thổ Nhĩ Kỳ. Dân số thời điểm năm 2010 là 225 người.